# Velociraptor!
Velociraptor! (в переводе с англ. — «Велоцираптор») — четвёртый студийный альбом британской рок-группы Kasabian, выпущен 16 сентября 2011 года.

## Об альбоме
Работа над пластинкой началась в ноябре 2010 года — сначала на студии British Grove в Лондоне, затем в Лос-Анджелесе и Сан-Франциско. Её продюсированием занимались участники коллектива в сотрудничестве с Дэвидом Накамурой. По словам гитариста группы Сержа Пиццорно, при создании музыканты вдохновлялись альбомом Radiohead OK Computer, а также творчеством Nirvana и Pink Floyd.
7 июня 2011 года состоялась премьера на радио песни «Switchblade Smiles». Kasabian представили новый материал на фестивале Isle of Wight 11 июня. В качестве первого сингла с альбома была издана песня «Days Are Forgotten». 21 октября вышел второй сингл «Re-Wired».
Velociraptor! получил в целом положительные отзывы в музыкальной прессе; на основе 20 рецензий он набрал 80 баллов из 100 на сайте Metacritic. Пластинка дебютировала на первом месте в британском чарте, став третьим альбомом номер один Kasabian.

## Список композиций
| №   | Название                                     | Длительность |
| --- | -------------------------------------------- | ------------ |
| 1.  | «Let’s Roll Like We Used To»                 | 4:47         |
| 2.  | «Days Are Forgotten»                         | 5:21         |
| 3.  | «Goodbye Kiss»                               | 4:04         |
| 4.  | «La Fée Verte»                               | 5:47         |
| 5.  | «Velociraptor»                               | 2:51         |
| 6.  | «Acid Turkish Bath (Shelter from the Storm)» | 6:01         |
| 7.  | «I Hear Voices»                              | 3:58         |
| 8.  | «Re-wired»                                   | 4:44         |
| 9.  | «Man of Simple Pleasures»                    | 3:51         |
| 10. | «Switchblade Smiles»                         | 4:13         |
| 11. | «Neon Noon»                                  | 5:20         |